# 賴柏承
賴柏承（1987年9月9日—），出生於台灣台中市，職業魔術師，彰化師範大學物理研究所畢業，同時也兼職科學教育講師。15歲因為電視節目魔星高照開始接觸魔術。其獨創的扇子魔術，曾獲2012年泰國國際魔術節冠軍，並在同年的日本海國際魔術節以及亞洲聯盟魔術大賽中均獲冠軍。目前除了於世界各地巡迴表演外，在台灣及大陆的綜藝節目上均有他的蹤跡。

## 比賽經歷
- 2010 清水魔術節 總冠軍
- 2012 泰國國際魔術節 冠軍
- 2012 日本海國際魔術節 冠軍
- 2012 亞洲魔術大賽 冠軍
- 2014 美國IBM&SAM聯合魔術大會 前六強
- 2014 FISM ASIA魔術比賽 手法部門 第四名
- 2015 FISM世界魔術大賽 手法部門 第六名

## 演出經歷
- 法國2台《Le Plus Grand Cabaret Du Monde》嘉賓演出
- 北京中央電視臺《魔法奇蹟》嘉賓演出
- 北京衛視《造夢者[3]》
- 安徽衛視《勢不可檔》嘉賓演出
- 河北衛視《我為購物狂》嘉賓演出
- 中視《達人總動員 魔幻達⼈秀》選秀比賽
- 中天《康熙來了》會魔術的小孩不會變壞
- 三立《國光幫幫忙》只要會變魔術不帥男也會大翻身？！
- 中天《大學⽣了沒》第一屆大學盃魔術社爭霸賽
- 壹電視《一加⼀不等於二》嘉賓演出
- momo《魔法小學堂》嘉賓演出
- 中視《綜藝大哥大》嘉賓演出
- 民視《新兵進⾏曲》嘉賓演出
- 中視《你猜你猜你猜猜猜》假的不能真
- 寰宇新聞《寰宇觀察室》台灣之光系列報導
- 三立《家和萬事興》魔術指導
- momo《魔法小學堂》科學魔術指導
- 香港海洋公園《超時空魔幻匯演[4]》參與演出